# Hyperolius poweri
Espèce
Statut de conservation UICN

 LC  : Préoccupation mineure
Hyperolius poweri est une espèce d'amphibiens de la famille des Hyperoliidae.

## Répartition
Cette espèce est endémique des régions côtières du Sud-Est de l'Afrique du Sud. Sa présence est incertaine au Mozambique.

## Étymologie
Cette espèce est nommée en l'honneur de John Haycinth Power.

## Publication originale
- Loveridge, 1938 : A new frog (Hyperolius poweri) from Natal, South Africa. Proceedings of the Biological Society of Washington, vol. 51, p. 213-214 (texte intégral).